# Gerstruben
Das ehemalige Bergbauerndorf Gerstruben im Markt Oberstdorf im Landkreis Oberallgäu ist einer der höchstgelegenen Orte Deutschlands (1155 m über NHN). 

## Geografie
Der Weiler liegt am Beginn des Dietersbachtals und zählte einst elf Gehöfte und eine Kapelle. Heute stehen noch fünf Häuser aus dem 15. und 16. Jahrhundert sowie die Kapelle aus dem 17. Jahrhundert. Ein weiteres Gebäude ist die „Rechtler“-Wirtschaft, ein ganzjährig geöffneter und bewohnter Berggasthof. Im „Jakobe-Haus“ ist heute ein Museum untergebracht, das während der Saison jeden Samstag von 13:00 bis 16:00 Uhr geöffnet hat.

## Geschichte

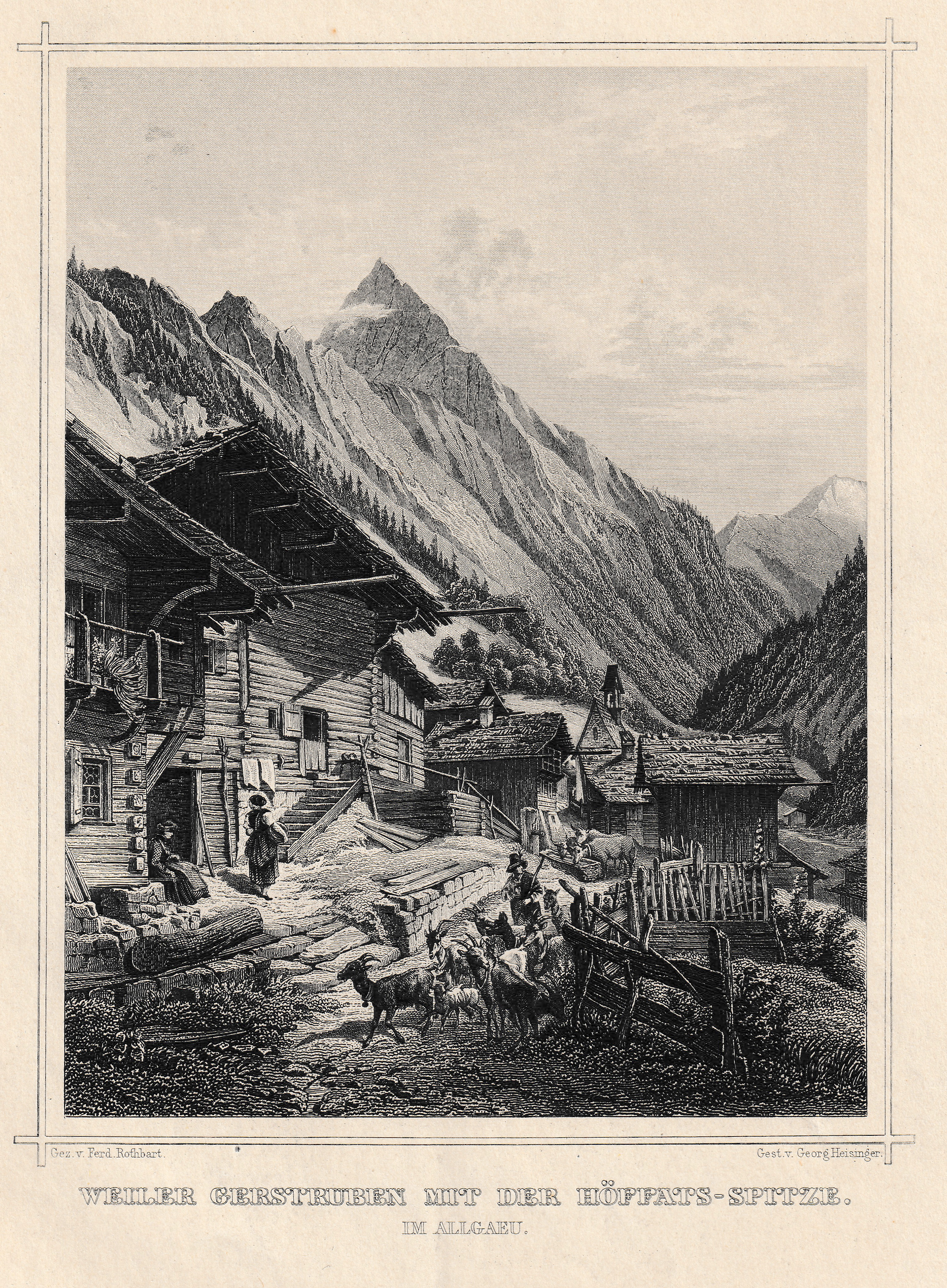
Gerstruben mit Einwohnern um 1850

Der genaue Ursprung der Siedlung in Gerstruben lässt sich nicht mehr nachvollziehen. Eine mündliche Volksüberlieferung nennt das Jahr 893, dies ist aber nicht gesichert. Es wird vermutet, dass die Herren von Rettenberg, deren Sitz die Burg Rettenberg war, eine Ansiedelung von Walsern im Gerstrubener Tal gefördert haben. Nach dem Tod Heinrichs von Rettenberg um 1350 ging der Besitz von seiner Witwe an die Gebrüder von Heimenhofen über. Diese teilten den Besitz auf. Damit stammt die erste gesicherte Besiedlung aus der Teilungsurkunde des Jahres 1361. Im gleichen Zeitraum haben sich die Gerstrubener vermutlich dem Tiroler Gericht Ehrenberg unterworfen, dessen Untertanenverzeichnis aus dem Jahr 1427 lässt diesen Schluss zu.
Im 17. Jahrhundert, vermutlich nach Erlöschen der Pest in der Pfarrei Oberstdorf, wurde die kleine Marienkapelle in Gerstruben errichtet. Der Altar ist aus dem frühen 18. Jahrhundert. Während des Ersten Weltkrieges 1917 wurde die Glocke abgebaut und zu Kriegszwecken verwendet. 1941 beschädigte eine Lawine die Kapelle.
Gerstruben war bis 1892 ganzjährig von Bergbauern bewohnt. Es wurde von den Einwohnern verlassen, da ein Damm geplant war, um das Dietersbachtal zu Zwecken der Energiegewinnung aufzustauen. In dem Stausee wäre Gerstruben untergegangen. Das Vorhaben wurde jedoch nicht verwirklicht, da sich zu wenig Stromabnehmer fanden.
1896 erwarb Cornelius Wilhelm von Heyl zu Herrnsheim das Tal zu Jagdzwecken. Diesem Umstand ist es zu verdanken, dass die alten Holzhäuser erhalten blieben. Seit 1953 ist der gesamte Grundbesitz Eigentum des „Oberstdorfer Vereins der ehemaligen Rechtler“ und wird als Museum unterhalten und gepflegt. Auch eine historische Sägemühle von 1846 wurde von dem Verein restauriert.

## Bildergalerie

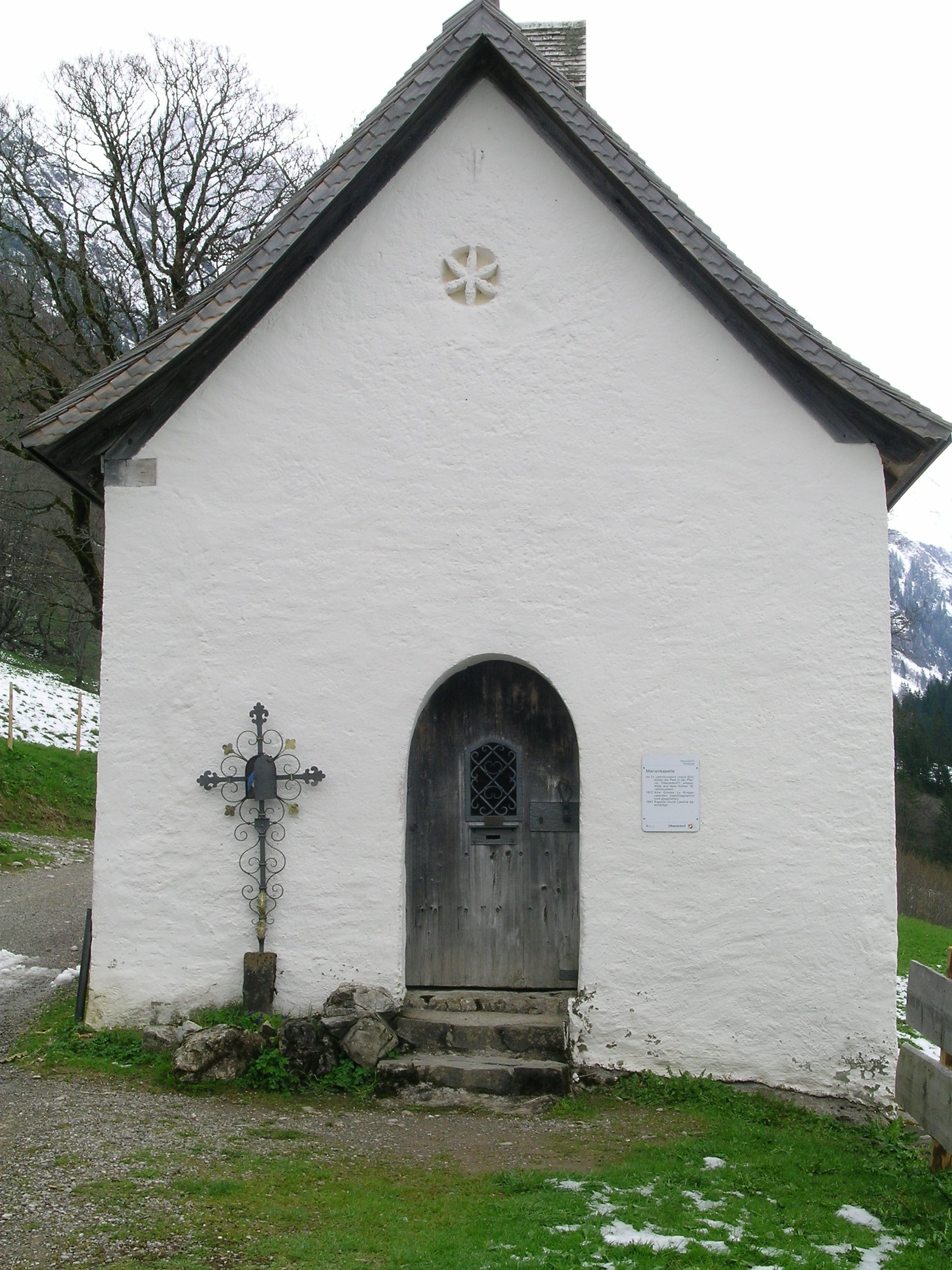
Marienkapelle in Gerstruben, aus dem 17. Jahrhundert
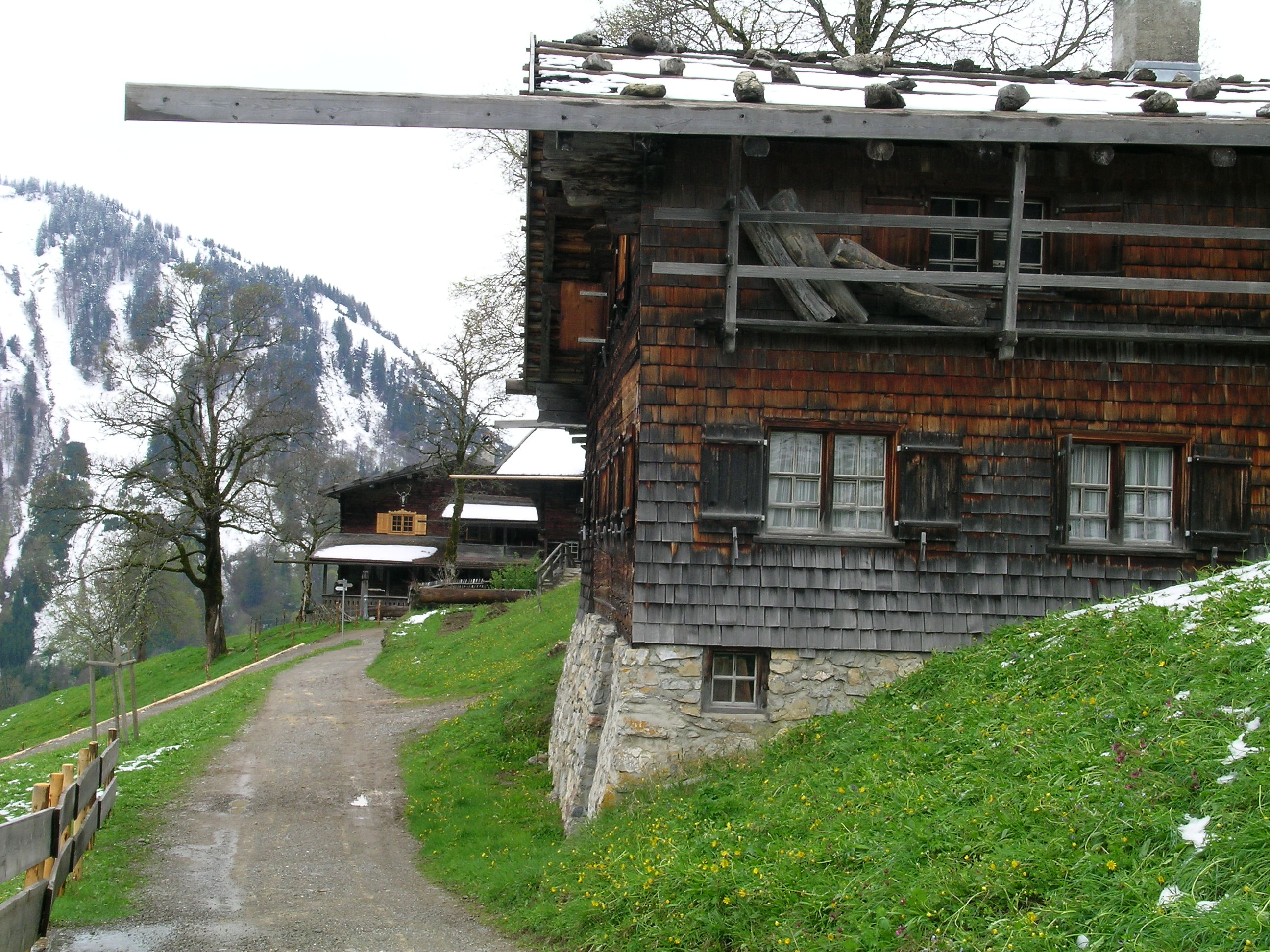
Weg in Gerstruben mit alten Bauernhäusern
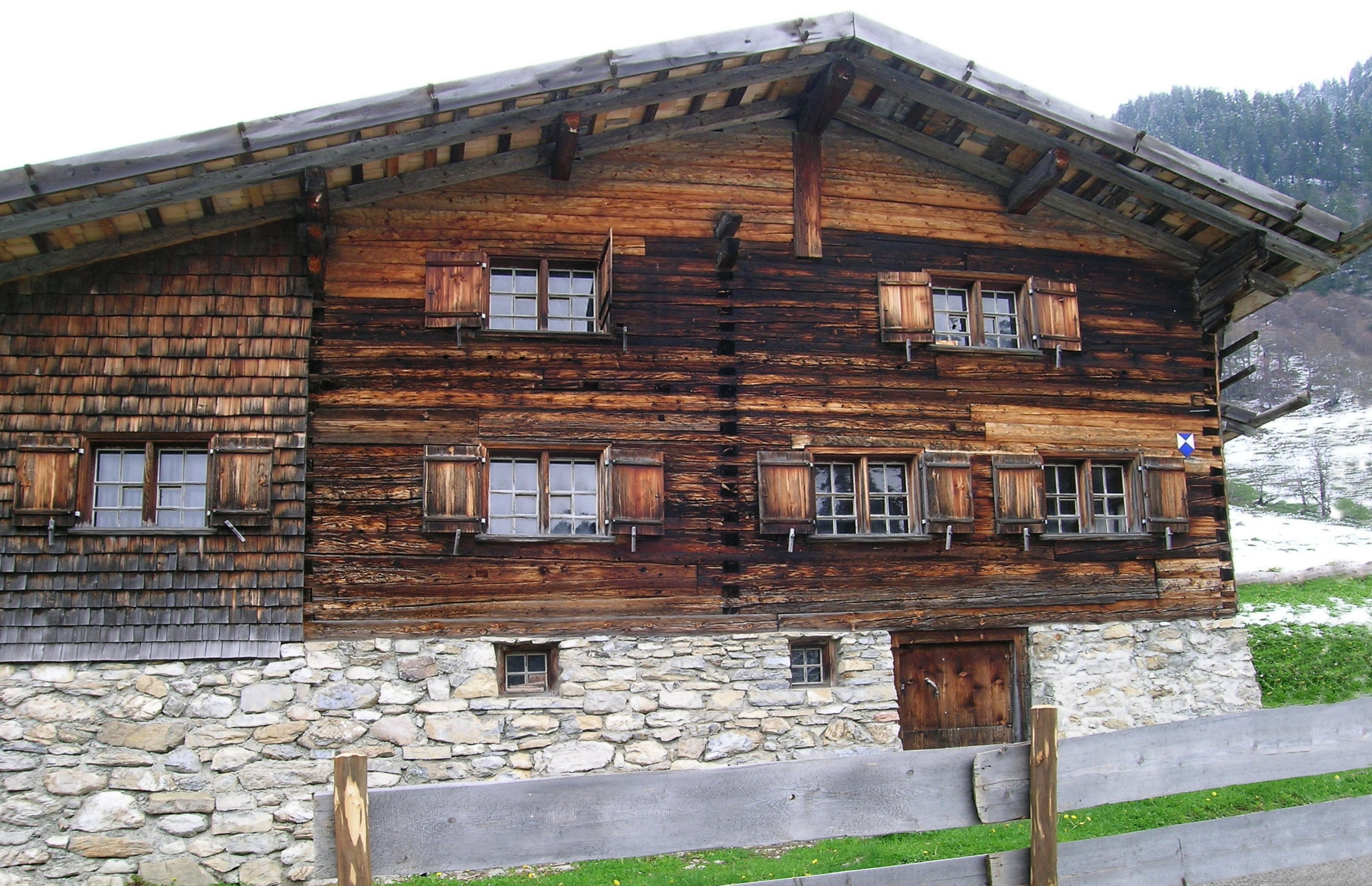
Altes Bauernhaus in Gerstruben
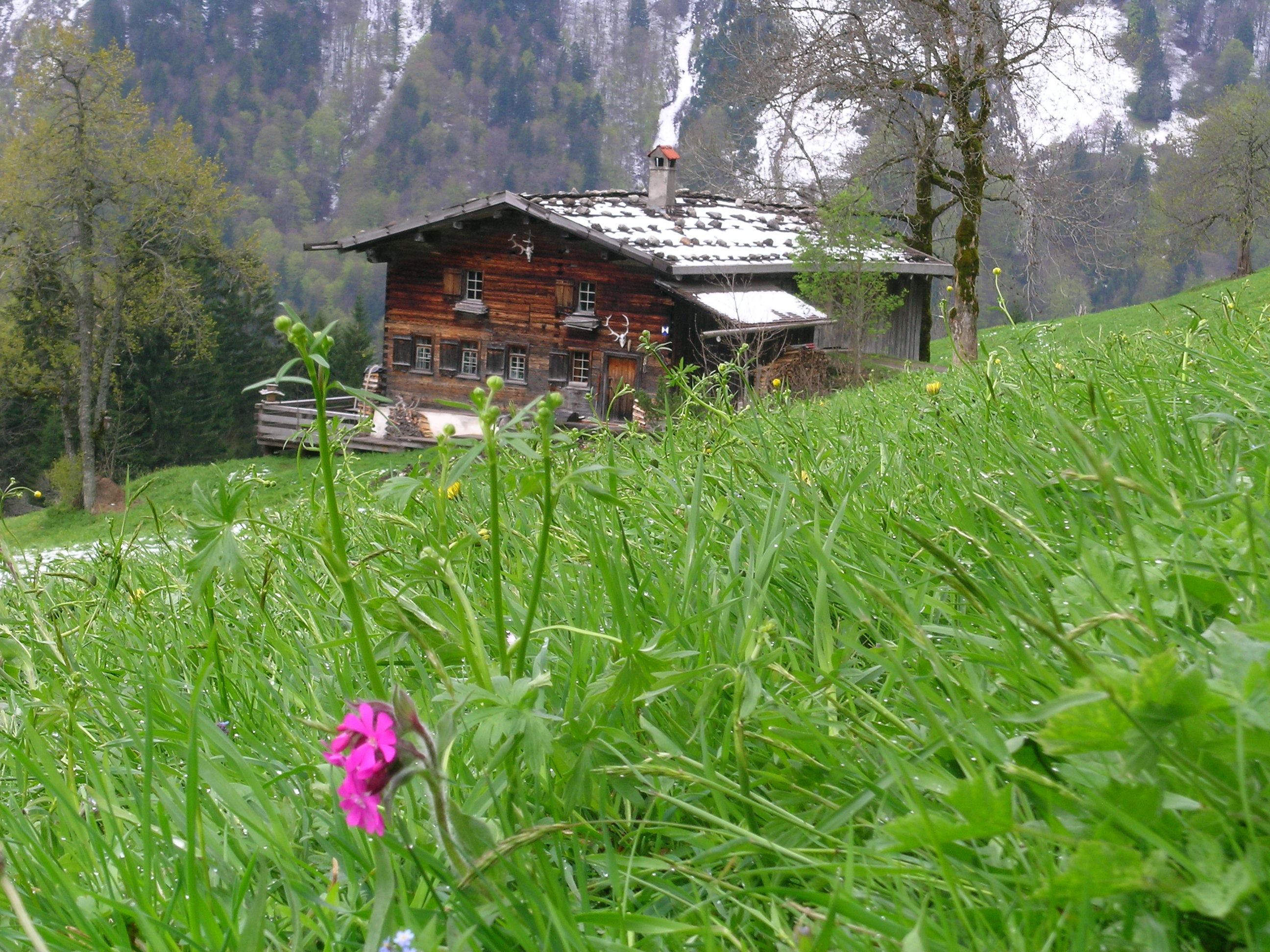
Altes Bauernhaus in Gerstruben am Hang
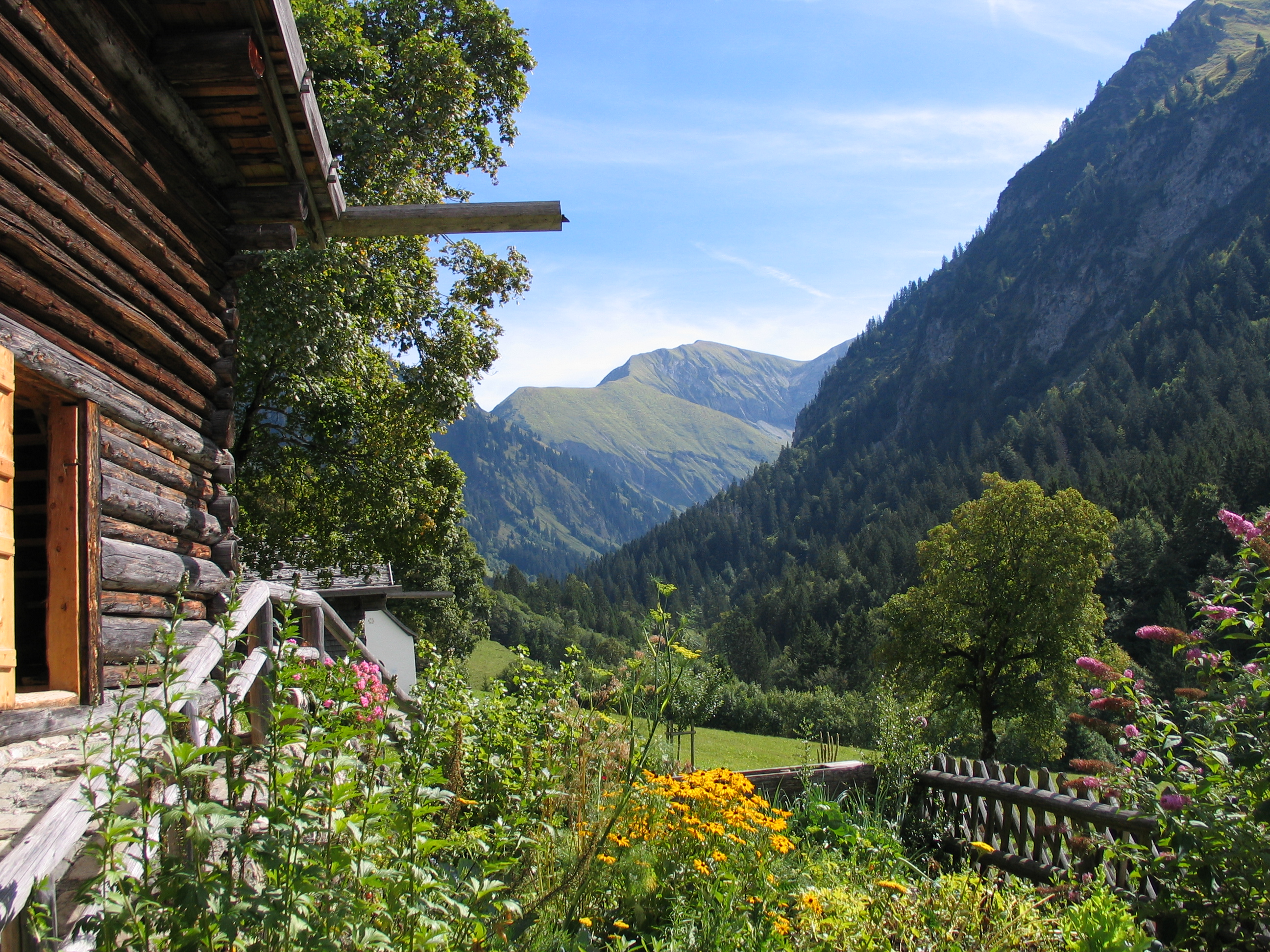
Blick von Gerstruben

## Baudenkmäler
Siehe: Liste der Baudenkmäler in Gerstruben